# Fatal Run
Fatal Run es un videojuego de combate en vehículos con temática postapocalíptica de 1990 desarrollado por Sculptured Software para Atari 2600 y Atari 7800 y publicado por Atari Corporation. Junto con Klax, este fue el último juego que Atari lanzó oficialmente para Atari 2600. Con 32 kB de datos, el juego también fue el más grande jamás lanzado para Atari 2600. El juego sólo se lanzó en Europa.

## Jugabilidad
El jugador debe conducir una vacuna antirradiación por un páramo postapocalíptico. El juego se centra en destruir otros coches que intentan detenerlo y evitar obstáculos. El juego cuenta con 32 niveles, cada uno con una contraseña que permite guardar el progreso. Dependiendo de la velocidad con la que se complete cada nivel, varios espectadores al final explotarán debido a la llegada tardía de la vacuna. En cada nivel se pueden conseguir varios potenciadores, como armas adicionales, manchas de aceite desplegables, potenciadores de velocidad de nitro y cristales de la muerte que inmunizan al coche del jugador contra otros coches al chocar. El dinero ganado en cada nivel se puede gastar en reparaciones y mejoras.

## Recepción
Una reseña en la edición de marzo de 1991 de GamePro fue positiva sobre la jugabilidad, pero neutral sobre los gráficos, afirmando que "el escenario es increíblemente aburrido". Al reseñar el juego para la edición de noviembre/diciembre de 2000 de Atari 2600 Connection, Al Backiel criticó la falta de una escena final para la versión de Atari 2600, pero elogió la escena de la versión 7800. Andy Slaven, escribiendo en el libro Video Game Bible, 1985–2002, dijo sobre el juego que "los primeros minutos son geniales, pero después se vuelve viejo".
Escribiendo para Daily Dot, Jean-Michael Bond incluyó una lista de los 30 mejores juegos de Atari 2600 de todos los tiempos. Brett Weiss en Classic Home Video Games, 1985–1988 A Complete Reference Guide elogió el sistema de guardado de contraseñas y las escenas cinemáticas. Escribiendo en 2016, la revista Retro Gamer afirmó que el juego era similar a RoadBlasters, y dijo "de lejos, la parte más impresionante de este juego... son las escenas cinemáticas...". Matthew Lippart, al reseñar la versión Atari 7800 para el sitio web Atari HQ, criticó los controles, encontró el sonido "malo" y la jugabilidad "repetitiva", pero elogió los sistemas de contraseña y actualización.

## Reinicio
El 26 de agosto de 2024, Atari anunció una nueva versión de Fatal Run, titulada Fatal Run 2089, desarrollada por MNSTR Studio. Desarrollado en Unreal Engine 5, su lanzamiento está previsto para Windows, Xbox Series X/S, Xbox One, PlayStation 5, PlayStation 4 y Nintendo Switch en algún momento de 2025.